# 一山麻緒
一山麻緒（日语：／ Ichiyama Mao，1997年5月29日—）是日本田径运动员，專項是中长跑、长跑以及马拉松，目前隸屬於資生堂田徑實業團。其丈夫為日本男子馬拉松紀錄保持人鈴木健吾。
2020年，一山麻緒在名古屋女子馬拉松獲得冠軍，並打破野口水木保持的日本女子馬拉松最快完賽紀錄。

## 註解
1. ↑  野口水木保持的日本女子馬拉松最快完賽紀錄是於2003年大阪國際女子馬拉松創下，時間2小時21分18秒

## 外部連結
- 一山麻緒在的頁面
- 一山麻緒的Instagram帳戶